# Tregan
Tregan là một xã trong quận Elbasan thuộc hạt Elbasan, Albania. Dân số năm 2005 là 4159 người.